# 富山火力發電廠
富山火力發電廠是位於日本富山縣富山市草島的火力發電廠，1964年8月開始運轉石油發電機組，現由北陸電力公司營運。

## 機組
- 一號機
  - 燃料：原油
  - 電量：15.6萬kW
  - 1964年8月 - 2004年4月停機

- 二號機
  - 燃料：原油
  - 電量：15.6萬kW
  - 1966年2月 - 2001年12月停機

- 三號機
  - 燃料：重油、原油
  - 電量：25萬kW
  - 1969年11月 - 2004年4月停機

- 四號機
  - 燃料：重油、原油
  - 電量：25萬kW
  - 1971年1月開機